# Rezolucja Rady Bezpieczeństwa ONZ nr 54

Planowany podział Izraela i Palestyny

Rezolucja Rady Bezpieczeństwa ONZ nr 54 została uchwalona 15 lipca 1948 w trakcie 338 sesji Rady Bezpieczeństwa ONZ.
Rezolucja brała pod uwagę, że tymczasowy rząd Izraela zaakceptował propozycję przedłużenia zawieszenia broni w Palestynie, podczas gdy państwa członkowskie Ligi Arabskiej odrzuciły kolejne apele Mediatora Organizacji Narodów Zjednoczonych w Palestynie i Rezolucję Rady Bezpieczeństwa ONZ nr 53 z dnia 7 lipca 1948 wzywającą do przedłużenia zawieszenia broni.
1. Rezolucja uznawała, że sytuacja w Palestynie w myśl rozumienia 39 Artykułu Karty Narodów Zjednoczonych stanowi zagrożenie dla pokoju.
2. Wzywała wszystkie rządy i władze do wstrzymania dalszych działań zbrojnych i ogłoszenia zawieszenia broni przez wszystkie siły wojskowe i paramilitarne, w terminie określonym przez Mediatora, ale nie później niż w trzy dni od daty przyjęcia niniejszej rezolucji.
3. Oświadczała, że nie podporządkowanie się pod Rezolucję będzie oznaczało naruszenie pokoju i będzie wymagało natychmiastowego rozpatrzenia przez Radę Bezpieczeństwa.
4. Wzywała wszystkie rządy i władze do współpracy z Mediatorem w celu utrzymania pokoju w Palestynie, zgodnie z Rezolucją Rady Bezpieczeństwa ONZ nr 50 z dnia 29 maja 1948.
5. Wzywała do natychmiastowego i bezwarunkowego ogłoszenia następnego dnia zawieszenia broni w Jerozolimie.
6. Zobowiązywała Mediatora do kontynuowania wysiłków na rzecz demilitaryzacji Jerozolimy i zapewnienia ochrony oraz bezpiecznego dostępu do miejsc świętych w Palestynie.
7. Zobowiązywała Mediatora do nadzorowania przestrzegania rozejmu i rozpatrzenia zarzutów naruszenia zawieszenia broni od 11 czerwca 1948.
8. Postanawiała, że zgodnie z Rezolucją Rady Bezpieczeństwa ONZ nr 50 zawieszenie broni pozostaje w mocy do czasu osiągnięcia spokojnej sytuacji w Palestynie.
9. Ponawiała apel Rezolucji Rady Bezpieczeństwa ONZ nr 49 z dnia 22 maja 1948, i wzywała strony do kontynuowania rozmów z Mediatorem, aby wszystkie sporne punkty rozstrzygnąć pokojowo.
10. Zwracała się do Sekretarza Generalnego ONZ o udzielenie Mediatorowi niezbędnych środków i personelu, aby pomóc w wykonywaniu powierzonych mu zadań przez Rezolucję Zgromadzenia Ogólnego ONZ nr 186 z dnia 14 maja 1948.
11. Zwracała się do Sekretarza Generalnego ONZ o udzielenie Mediatorowi niezbędnych środków i personelu, aby pomóc w wykonywaniu powierzonych mu zadań przez niniejszą Rezolucję[1].

Za przyjęciem Rezolucji głosowało siedmiu członków, Syria głosowała przeciwko, a trzech członków wstrzymało się od głosu (Argentyna, Ukraina i ZSRR).